# Jaiku
Jaiku fue un servicio de redes sociales y microblogging que permitía a sus usuarios enviar mensajes de sólo texto, con una longitud máxima de 140 caracteres, mensajería instantánea, el sitio web de Jaiku o aplicaciones ad hoc. Antes se podía realizar vía SMS pero fue descontinuado por los elevados costos que significaba para la empresa.
Estas actualizaciones se mostraban en la página de perfil del usuario, y eran también enviados de forma inmediata a otros usuarios que habían elegido la opción de recibirlas. El usuario origen podía restringir el envío de estos mensajes sólo a miembros de su círculo de amigos, o permitir su acceso a todos los usuarios, que era la opción por defecto.

## Historia
Jaiku fue fundado en febrero de 2006 por dos antiguos asesores de Nokia: Jyri Engeström y Petteri Koponen. Jyri Engeström fue su principal valedor y el que gestionaba, junto a su equipo desde Helsinki (Finlandia), todo lo que ocurría en Jaiku.
Jaiku comenzó como una pequeña red de microblogging solo para Finlandia pero se fue extendiendo hasta ser una de las principales redes de microblogging en el mundo, cuyo principal competidor era Twitter.
El 10 de octubre de 2007 Google adquirió Jaiku, para ofrecerlo a sus usuarios como parte de su plataforma de servicios, lo que suponía una muy fuerte amenaza a Twitter.
El 14 de enero de 2009, Google anuncia que el producto se liberará con una licencia de código abierto, pero que no continuará con el desarrollo activo del código de Jaiku.
El 17 de octubre de 2011 Google cerró Jaiku junto con Google Buzz y Google Labs para centrarse en otros productos como Google+

## Servicios y aplicaciones
Jaiku ofrece los siguientes servicios:
1. Canales de comunidades, para crear comunidades con usuarios de gustos afines;
2. Webfeeds;
3. Recepción de mensajes a través del móvil;
4. Geolocalización de usuarios

También dispone de un blog llamado Jaikido en el que se publican todas las noticias que afectan a esta plataforma de microblogging.